# 马赫环

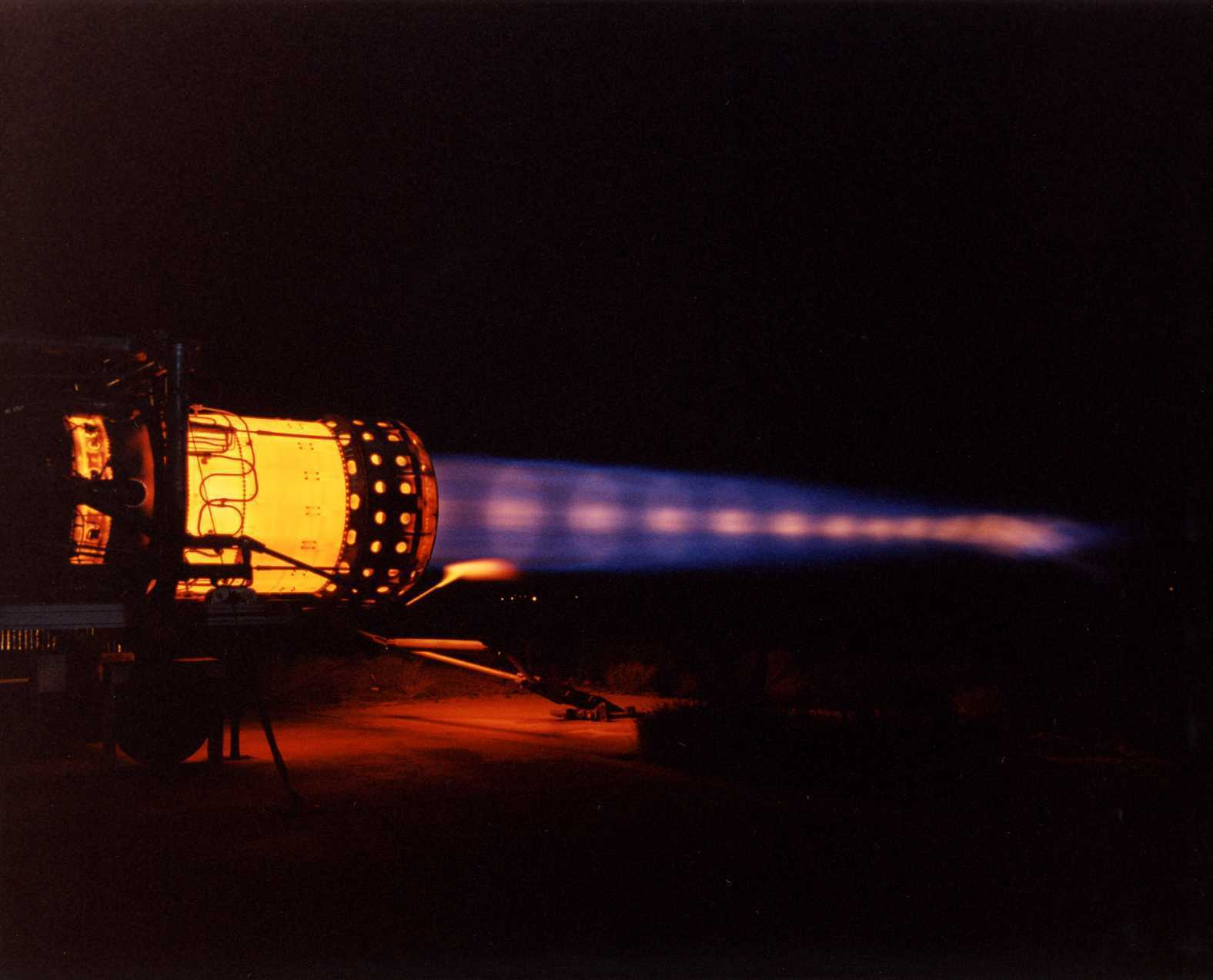
一台SR-71黑鳥式偵察機所使用的普惠J58发动机打开後燃器时，高速高温的尾气，形成了明显的马赫环

马赫环（英語：Shock diamond，又称马赫盘、钻石型震波）是一种喷气发动机、火箭、冲压发动机或超音速燃烧冲压发动机等在大气层中工作，喷出超音速尾气时，噴嘴后形成的明亮耀眼的钻石型駐波。高温气体高速喷出时，产生的激波形成波峰波谷，造成一明一暗间隔的现象。马赫环是以第一个解释其成因的物理学家恩斯特·马赫命名的。:48